# Babysitter (filme)
Babysitter (mesmo título no Brasil) é um filme de comédia dramática canadense dirigido por Monia Chokri e com estreia prevista para 2022. Adaptado de uma peça teatral de Catherine Léger, o filme é estrelado por Patrick Hivon como Cédric, um homem que perde o emprego e é forçado a entrar no treinamento de sensibilidade depois de fazer uma piada sexista online que se torna viral; Enquanto isso, sua esposa Nadine está lutando contra a depressão pós-parto após o nascimento de seu filho e deve contratar uma babá (Nadia Tereszkiewicz) para cuidar do bebê.
O elenco também inclui Steve Laplante e Hubert Proulx.
O filme foi rodado em Montreal, Quebec em 2020. Foi submetido à consideração do Festival de Cinema de Cannes de 2021, mas não foi selecionado.
O filme estreou no Festival de Cinema de Sundance de 2022 e foi lançado em abril de 2022.

## Recepção
No site agregador de críticas Rotten Tomatoes, 40% das 20 críticas são positivas, com uma classificação média de 6,50/10.

## Prêmios
| Prêmio                             | Data da cerimônia   | Categoria                                 | Destinatário(s)                                                          | Resultado | Ref.  |
| ---------------------------------- | ------------------- | ----------------------------------------- | ------------------------------------------------------------------------ | --------- | ----- |
| Canadian Screen Awards             | 16 de abril de 2023 | Melhor Filme                              | Martin Paul-Hus, Fabrice Lambot, Catherine Léger, Pierre-Marcel Blanchot | Indicado  | [ 8 ] |
| Canadian Screen Awards             | 16 de abril de 2023 | Melhor Desempenho Principal em um Filme   | Monia Chokri                                                             | Indicado  | [ 8 ] |
| Canadian Screen Awards             | 16 de abril de 2023 | Melhor Desempenho Coadjuvante em um Filme | Nadia Tereszkiewicz                                                      | Indicado  | [ 8 ] |
| Canadian Screen Awards             | 16 de abril de 2023 | Melhor Roteiro Adaptado                   | Catherine Léger                                                          | Indicado  | [ 8 ] |
| Canadian Screen Awards             | 16 de abril de 2023 | Melhores Efeitos Visuais                  | Marc Hall                                                                | Indicado  | [ 8 ] |
| Prix collégial du cinéma québécois | 2023                | Melhor Filme                              | Babysitter                                                               | Indicado  | [ 9 ] |